# Carantoña (Vimianzo)
Carantoña (llamada oficialmente San Martiño de Carantoña) es una parroquia y una aldea española del municipio de Vimianzo, en la provincia de La Coruña, Galicia.

## Entidades de población
Entidades de población que forman parte de la parroquia:
- Braño
- Carantoña
- Figaredo
- Lexas
- Recesindes
- Tras do Ceán
- A Casa do Prado
- Gralleiras

## Demografía

### Parroquia
| Gráfica de evolución demográfica de Carantoña (parroquia) entre 2000 y 2019 |
|                                                                             |
| Datos según el nomenclátor publicado por el INE.                            |

### Aldea
| Gráfica de evolución demográfica de Carantoña (aldea) entre 2000 y 2019 |
|                                                                         |
| Datos según el nomenclátor publicado por el INE.                        |